# Conotyla melinda
Conotyla melinda är en mångfotingart som beskrevs av Hoffman 1971. Conotyla melinda ingår i släktet Conotyla och familjen Conotylidae. Inga underarter finns listade i Catalogue of Life.